# 10453 Banzan
10453 Banzan eller 1977 DY3 är en asteroid i huvudbältet som upptäcktes de 18 februari 1977 av de båda japanska astronomerna Hiroki Kōsai och Kiichirō Furukawa vid Kiso-observatoriet i Japan. Den är uppkallad efter Kumazawa Banzan..
Asteroiden har en diameter på ungefär 10 kilometer.